# Gary Neiwand
Gary Malcolm Neiwand (nascido em 4 de setembro de 1966) é um ex-ciclista de pista australiano. Entre seus principais resultados estão quatro medalhas olímpicos e três campeonatos mundiais.